# 산업 도시

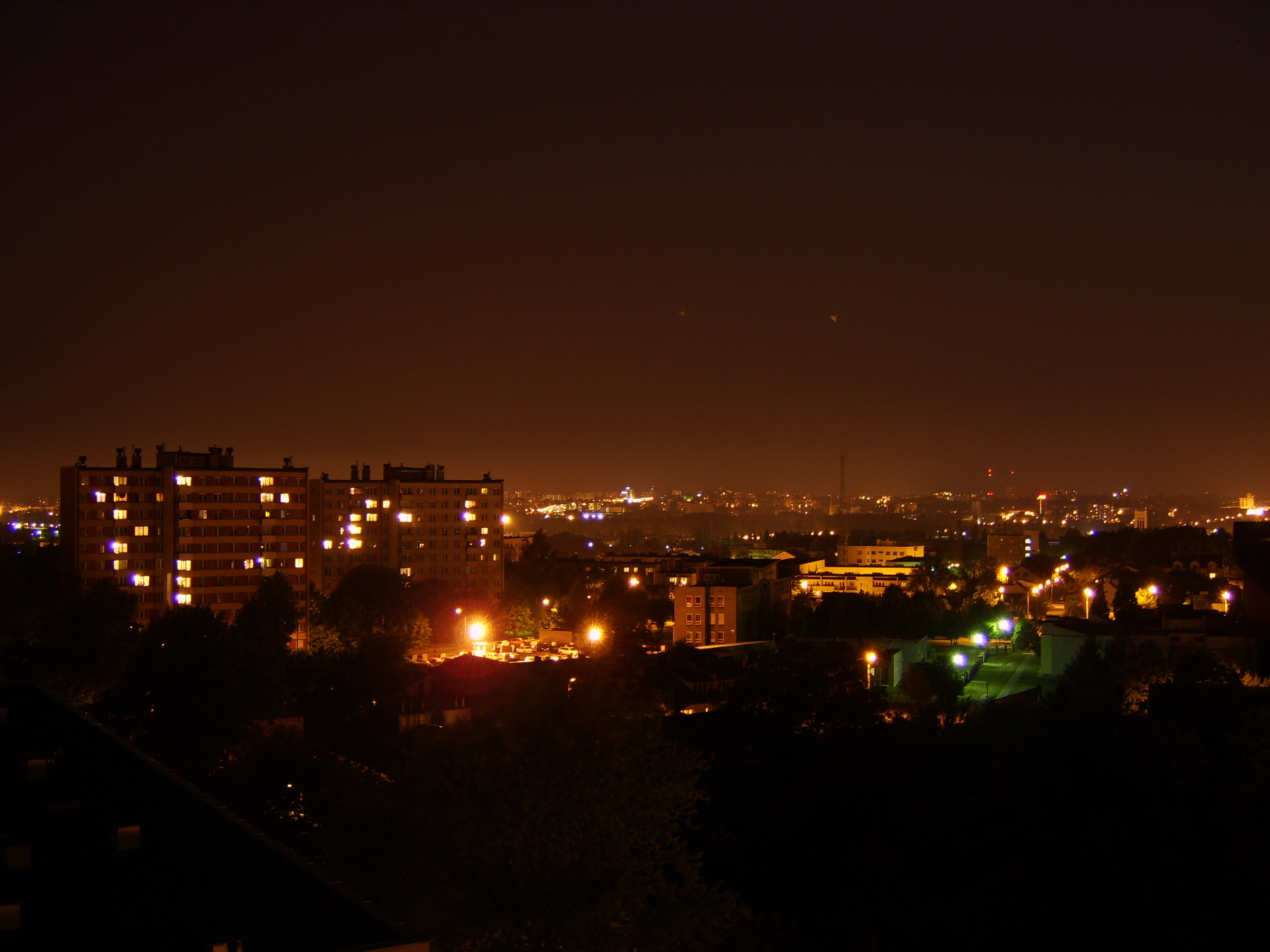
폴란드의 오래된 산업도시 루블린

산업 도시 또는 공업 도시는 적어도 역사적으로 도시 경제가 산업을 중심으로 도시에 중요한 공장이나 기타 생산 시설이 있는 도시 또는 도시이다. 그것은 대부분의 국가의 산업화 과정의 일부였다. 대기 오염과 독성 폐기물은 일부 산업 도시의 기대수명을 낮추는 데 기여했다. 산업 도시는 서비스를 거래하는 항구 도시나 기타 교통 허브와 구별된다. 중국과 같이 강력한 중앙 계획이 있는 국가에서는 종이 위에 도시를 만들고 거기에 산업을 찾을 수 있다.
인구 밀도가 매우 낮은 미국에서는 일반적으로 산업이 도시보다 앞서 있었다. 마을은 공장, 광산, 수력 공급원 주변에서 자랐다. 산업이 성장하고 산업과 산업 종사자들이 상품과 서비스를 필요로 함에 따라 도시는 산업과 함께 성장하고 때로는 도시가 되기도 했다. 이는 자본주의적이고 일반적으로 계획되지 않은 확장이다. 예를 들면 펜실베니아주 스크랜턴과 뉴잉글랜드의 밀타운이 있다. 미국의 많은 산업 도시는 종종 러스트 벨트(Rust Belt)라고도 불리는 오대호 지역에 위치해 있으며, 이는 이 지역의 많은 도시의 산업 및 전반적인 경제가 쇠퇴하고 있음을 의미한다. 그러나 "산업 도시"라는 별명은 언덕 표지판에 해당 용어가 새겨져 있는 사우스 샌프란시스코를 가장 자주 지칭한다.
기존 도시 내에서 산업이 더 자주 발생했던 유럽에서는 산업화가 많은 도시의 내부 구조에 영향을 미쳤다. 19세기 말에는 사회적 관계와 함께 대부분의 도시의 형태와 기능이 근본적으로 변화한 것으로 나타났다. 프리드리히 엥겔스(Friedrich Engels)의 관찰에 따르면 영국 맨체스터는 산업 도시의 원형으로 간주된다.
중국어권에서 공업도시란 중공업이 도시경제를 주도하거나, 중공업이 지역주민 이외의 사람들에게 도시에 대한 큰 인상을 주는 도시를 말한다.